# Richter (Adelsgeschlecht)

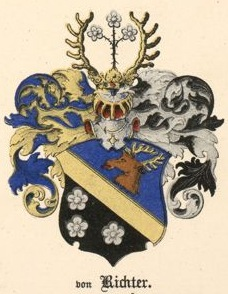
Familienwappen derer von Richter

Richter ist der Familienname des baltischen Adelsgeschlechts „von Richter“, welches sich in Polen, Livland, Estland, Kurland, der Insel Oesel und Schweden angesiedelt hatte. Ihr Ursprung liegt in Schlesien und ist mit Christoph Richter beurkundet. Aus diesem Geschlecht, welches in polnischen, schwedischen und russischen Diensten stand, erwuchsen für das Baltikum bedeutende Abgeordnete, Landräte, Landmarschälle und Ritterschaftssekretäre, die über 300 Jahre eine gesellschaftspolitische und prägende Adelsfamilie für die baltischen Länder waren.

## Geschichte
Christoph Richter wird in polnischen Protokollen aus dem Jahre 1599 als eine aus Schlesien („natione Silesius“) stammende Person geführt. Er stand als Sekretär in den Diensten des polnischen Statthalters von Livland, Jan Karol Chodkiewicz (1560–1621) und wurde am 19. Juli 1569 vom polnischen König Sigismund II. August (1520–1572) in den Adelsstand erhoben. Er war mit Anna von Mengden, einer verwitweten von Meck, verheiratet und kam somit in den Besitz der Güter Siggund und Wattram, die bis 1920 im Besitz der Familie waren. Im Jahre 1601 verpfändet König Karl IX. von Schweden (1550–1611) das Dorf Groß-Lechtigall an die Richters, welches dann 1624 von Gustav II. Adolf an die Familie Baranoff verkauft wurde. In die livländische Ritterbank wurde das Geschlecht 1742 unter der Registrierungsnummer 50 eingetragen. 1745 und 1747 wurde sie auf die Nr. 60 umgetragen, sie erhielten das Indigenat für Estland, Kurland und Ösel. 1908 wurde die Witwe des Otto von Richter und ihre Nachkommen in den russischen Baronsstand erhoben, desgleichen wurde 1912 dem Landrat Theodor von Richter und seine Nachkommen der Freiherrenstand übertragen.

## Besitzungen
Ihr Familienstammsitz war seit den 1550er Jahren die Rittergüter Siggund und Wattram, zeitweilig besaßen Familienangehörige im estnischen Distrikt Kawast, Kayafer, Somel, Weißensee, Gawern, Neu-Rusthof, Waimel, Saarjerw, Bentenhof und Löwenküll. Im lettischen Distrikt zählten Marzingshof, Wattram, Kastran, Schliepenhof, Hilchensfähr, Ramkau, Seßwegen, Aiskuje, Grawendahl, Butzkowski, Modohn, Lodenhof und Als-Drostenhof zu ihren Besitzungen. Darüber hinaus waren sie von 1598 bis 1920 und von 1709 bis 1920 im Besitz von Adamshof und Schillinghof.

## Stammfolge
- Christoph I. (urkdl. gen. 1569–1607)
  - Christoph II. (1621–1657), livländischer Landrat
    - Engelbrecht (1663–1683), schwedischer Oberst
      - Otto Adam (1655–1732), schwedischer Kapitän
      - Christoph Adam (1694–1758), livländischer Landrat

    - Adam (1630 – 1710), schwedischer Oberst, livländischer Landrat
      - Otto Christoph von Richter (1678–1729), livländischer Landmarschall
        - Christoph III. 1713–1762 Hofgerichtsassessor, Ritterschaftssekretär
          - Christoph Adam II., Stifter des Hauses Siggund
          - Otto Johann Magnus, Stifter des Hauses Kusthof-Waimel

### Haus Siggund
Christoph Adam II. (1751–1815), Herr auf Siggund, Ritterschaftssekretär, Ökonomie-Direktor, Zivilgouverneur von Livland, Geheimer Rat
- Georg Leonhard Christoph (1778–1823), russischer Generalmajor, Kommandant von Riga
  - Christoph Melchior Alexander (1802–1864), Wirklicher Staatsrat, Schriftsteller
    - Theodor Andreas Gotthard Alexander (1852–1925), livländischer Landrat, Ritterschaftssekretär, russischer Baron
      - Leonhard Christoph Hugo (* 1901)

    - Otto Friedrich Leonhard (1804–1830), russischer Gardeleutnant
- Otto Johann Engelbrecht (1779–1833), Wirklicher Staatsrat und Kammerherr
- Burchard Adam (1782–1832), russischer Generalleutnant und Generaladjutant
  - Konstantin (1806–1845), russischer Oberst
  - Alexander Christoph Friedrich (1809–1859), russischer Gesandter in Brüssel
- Woldemar (1813–1846), russischer Kapitän
  - Wladimir (* 1845)
- Burchard (1815–1844)
  - Otto (1830–1908), russischer General der Infanterie, General-Adjutant, Kommandeur des Hauptquartiers
    - Konstantin Arthur Julius (1869–1884)
    - Otto Theodor (1871–1920), russischer Baron und Konteradmiral[1]

### Haus Kusthof-Waimel
Otto Johann Magnus (1755–1826), Herr auf Kusthof und Waimel, livländischer Landrat
- Gustav Christoph Eduard (1790–1847), livländischer Landmarschall und Landrat
  - Eduard (1816–1900)
  - Otto Magnus (1823–1858)
  - Otto Moritz Arthur (1824–1892), livländischer Ritterschaftssekretär und Landrat
- Otto Friedrich Engelbrecht (1791–1816), Orientalist und Schriftsteller

## Wappen
Nach dem Wappenbrief vom 19. Juli 1569 führen die von Richters folgendes Wappen: Goldener Schrägrechtsbalken von blau über schwarz geteilt, oben gold bewehrter Hirchrumpf unter 3 silbernen Rosen halbkreisförmig gegen den Balken gestellt. Helmzier: über der Baronskrone zwischen goldenem Hirschgeweih 3 silberne Rosen an grünen blätterlosen bedornten Stielen. Helmdecke: blau-gold und schwarz-silber.